# Wendy Strahm
Wendy Ann Strahm (* 3. März 1959 in New York City) ist eine US-amerikanisch-schweizerische Botanikerin und Naturschützerin. Ihre Studienschwerpunkte sind die endemischen Floren von Mauritius, von Rodrigues und des Mittelmeerraums sowie die Auswirkungen von invasiven Pflanzen und des Klimawandels. Weitere Interessensfelder sind die Walddynamik, die Taxonomie und die Forstwirtschaft.

## Leben
1981 graduierte Strahm zum Bachelor of Science am Oberlin College in Ohio. Von 1982 bis 1984 erhielt sie ein Stipendium der Thomas J. Watson Foundation für ihre Forschungs- und Naturschutzarbeit auf Madagaskar und auf Mauritius. Von 1984 bis 1993 war sie für den WWF als Projektleiterin tätig. Ihre Aufgaben umfassten die Beurteilung von Naturschutzanforderungen sowie die dringende Koordinierung von Ex-situ- und In-situ-Erhaltungsprogrammen für Pflanzen auf Mauritius und Rodrigues, darunter für die vom Aussterben bedrohten Arten Hibiscus fragilis, Begonia salaziensis und Ramosmania rodriguesii. 1984 gehörte sie zum Gründungsteam der Mauritius Wildlife Foundation. Von 1993 bis 2006 war sie Pflanzenbeauftragte der Species Survival Commission der IUCN in Gland, Schweiz, wo sie ein großes, weltweites Netzwerk von Wissenschaftlern verwaltete, die Erhaltungsprogramme für Pflanzen und ihre Lebensräume betreuten. 1997 promovierte sie an der School of Plant Sciences der University of Reading mit der Dissertation „The conservation and restoration of the flora of Mauritius and Rodrigues“ zum Ph.D. Von November 2008 bis Juli 2009 unterstützte sie als Programmbeauftragte der United Nations Compensation Commission (UNCC) die Entwicklung eines gemeinschaftsbasierten Weiderestaurierungsprojekt in Jordanien. Seit 2006 ist Strahm unabhängige Umweltberaterin bei Projekten, die eine umfangreiche Expertise in Fragen der Biodiversität sowie Kompetenzen bei der Projektbewertung, in der Verwaltung oder bei Verhandlungen erfordern.

## Dedikationsnamen
Im Jahr 2000 wurde die ausgestorbene Landschnecke Erepta wendystrahmi von der Île aux Aigrettes und Mauritius zu Ehren von Wendy Strahm benannt.

## Werke (Auswahl)
- Plant Red Data Book for Rodrigues, IUCN, 1989.
- The Top 50 Mediterranean Island Plants. Wild plants at the brink of extinction, and what is needed to save them. IUCN/SSC Mediterranean Islands Plant Specialist Group. (mit Bertrand de Montmollin), 2005